# Buriasco
Buriasco (Buriasch in piemontese) è un comune italiano di 1 296 abitanti della città metropolitana di Torino in Piemonte. Si trova a circa 30 chilometri a sud-ovest da Torino ed è vicino a Pinerolo.

## Storia
Buriasco era uno dei territori che a partire dalla fine del XIII secolo si trovavano sotto il dominio del ramo collaterale dei Savoia-Acaia, che controllavano Ivrea, Chieri, Pinerolo, Fossano e Savigliano. Nel 1356 Giacomo d'Acaia impose un pedaggio ai mercanti che attraversavano Chieri e Testona per dirigersi verso la via Francigena della Valle di Susa, con l'obiettivo di costruire una via alternativa che passasse per il pinerolese verso il Delfinato e la Francia, attraverso la Val Chisone e il valico del Monginevro. Amedeo VI il Conte Verde reagì occupando Buriasco e Frossasco nell'inverno 1356-1357.

## Società

### Evoluzione demografica
Abitanti censiti

### Stranieri
Secondo i dati Istat al 31 dicembre 2017, i cittadini stranieri residenti a Buriasco sono 62, così suddivisi per nazionalità, elencando per le presenze più significative:
1. Romania, 45

## Amministrazione
Di seguito è presentata una tabella relativa alle amministrazioni che si sono succedute in questo comune.
| Periodo        | Periodo        | Primo cittadino         | Partito                   | Carica  | Note  |
| -------------- | -------------- | ----------------------- | ------------------------- | ------- | ----- |
| 24 giugno 1985 | 30 maggio 1990 | Francesco Busso         | lista civica              | Sindaco | [ 8 ] |
| 30 maggio 1990 | 24 aprile 1995 | Francesco Busso         | lista civica              | Sindaco | [ 8 ] |
| 24 aprile 1995 | 14 giugno 1999 | Fernando Freiria        | Alleanza Nazionale        | Sindaco | [ 8 ] |
| 14 giugno 1999 | 14 giugno 2004 | Fernando Freiria        | lista civica              | Sindaco | [ 8 ] |
| 14 giugno 2004 | 8 giugno 2009  | Romano Giuseppe Armando | lista civica              | Sindaco | [ 8 ] |
| 8 giugno 2009  | 26 maggio 2014 | Romano Giuseppe Armando | lista civica              | Sindaco | [ 8 ] |
| 26 maggio 2014 | 27 maggio 2019 | Carlo Manavella         | lista civica Il germoglio | Sindaco | [ 8 ] |
| 27 maggio 2019 | 10 giugno 2024 | Carlo Manavella         | lista civica Il germoglio | Sindaco | [ 8 ] |

### Gemellaggi
- María Juana, Provincia di Santa Fe